# 異世奇人 (系列1)
《異世奇人》是一部英國科幻電視劇，系列1於2005年3月26日至同年6月18日在BBC One播放，共有13集。這個系列的其中8集是拉塞爾·T·戴維斯編寫的，其餘數集分別出自馬克·加蒂斯、羅伯特·謝爾曼、保羅·康奈爾及史蒂芬·莫法特。祖利亞·加德納和馬利·楊格和拉塞爾·T·戴維斯是系列的執行製作人。保羅·康奈爾還擔當劇集的監製。
同時，系列1是《異世奇人》自1989年暫停製作後事隔16年再次回歸，以及1996年的電視電影版上映後9年再度重現。故此，這個新的系列被稱為復活版的《異世奇人》。劇情方面，則講述類人外星人博士（基斯杜化·艾克斯頓飾）與他的同伴羅斯·泰勒（比莉·派佩飾）、安迪·米切爾（布魯諾·蘭里飾）及傑克·夏尼斯隊長（約翰·巴洛曼飾）穿越時空、周遊宇宙的故事。整個系列最高峰時共有1081萬人收看，又得到正面的評價和多個獎項，其中包括英國電影學院獎的最佳季度劇集獎。

## 劇集
第九任博士於〈羅斯〉一集首次登場。在這一集，他與19歲的百貨公司售貨員泰勒相遇，二人合力擊退名為塑料人的外星生物。此後，博士邀請泰勒乘坐TARDIS，一同冒險。隨後，博士帶泰勒到50億年後的世界，見證太陽把地球燒成焦土的一刻。在劇中，博士透露他是碩果僅存的時間領主，其同類早於他兒時已滅絕。然後，他們回到1896年的卡迪夫，並遇上作家查爾斯·狄更斯。博士之後與泰勒返回當代的倫敦，卻在陰錯陽差之下遲了一年才歸來，這令泰勒的男友米基·史密夫被警方認為是殺害泰勒的兇手。同時，博士發現外星人Slitheen意欲入侵地球，但他們的陰謀最終在米基的協助下被化解。為感謝米基，博士請他一同遊歷，但遭到拒絕。在〈仇人碰面〉一集，博士重遇其仇人戴立克，一種發動時間戰爭、導致時間領主近乎滅族的外星生物。
在擊敗戴立克後，博士邀請少年安迪·米切爾登上，並前往公元20萬年的一太空站。在這兒，米切爾企圖把當時的科技帶回他身處的年代，這使他最終被博士逐走。之後，博士隨泰勒回到她父親彼德離世當天。博士警告泰勒不可輕舉妄動，否則後果會非常嚴重。然而，泰勒還是沒有理會博士的勸告，堅持救回其父。這使得悖論產生，時間為之大亂。幸而，彼德決心一死以修復時間線。來到1941年的倫敦，博士遇到來自51世紀的「時間特工」傑克·夏尼斯隊長。一部載滿「納米基因」的飛船將會被炸毀，屆時全球人類變得一模一樣。最終，在博士和傑克的力挽狂瀾下，終於化解這場災難。此後，傑克成為TARDIS的坐上客。三人未幾不明不白的被一道白光吸走，原來這是戴立克的陰謀，目的是為了消滅博士。最終，博士雖然戰勝對手，但為了救回泰勒一命而死去，最終重生為第十任博士。

### 每集詳情資料
| 故事 | 集數 | 標題                    | 譯名           | 導演        | 編劇            | 首播日期      | 製作 代碼 | 英國收視 (百萬) | 指數 |
| ---- | ---- | ----------------------- | -------------- | ----------- | --------------- | ------------- | --------- | --------------- | ---- |
| 157  | 1    | Rose                    | 羅斯           | 基思·保克   | 拉塞爾·T·戴維斯 | 2005年3月26日 | 1.1       | 10.81           | 81   |
| 158  | 2    | The End of the World    | 世界末日       | 伊雲·羅蘭茲 | 拉塞爾·T·戴維斯 | 2005年4月2日  | 1.2       | 7.97            | 79   |
| 159  | 3    | The Unquiet Dead        | 借屍還魂       | 伊雲·羅蘭茲 | 馬克·加蒂斯     | 2005年4月9日  | 1.3       | 8.86            | 80   |
| 160a | 4    | Aliens of London        | 撞毀大笨鐘     | 基思·保克   | 拉塞爾·T·戴維斯 | 2005年4月16日 | 1.4       | 7.63            | 81   |
| 160b | 5    | World War Three         | 第三次世界大戰 | 基思·保克   | 拉塞爾·T·戴維斯 | 2005年4月23日 | 1.5       | 7.98            | 82   |
| 161  | 6    | Dalek                   | 仇人碰面       | 祖·艾荷尼   | 羅伯特·謝爾曼   | 2005年4月30日 | 1.6       | 8.63            | 84   |
| 162  | 7    | The Long Game           | 第五帝國       | 拜恩·格蘭特 | 拉塞爾·T·戴維斯 | 2005年5月7日  | 1.7       | 8.01            | 81   |
| 163  | 8    | Father's Day            | 父親節         | 祖·艾荷尼   | 保羅·康奈爾     | 2005年5月14日 | 1.8       | 8.06            | 83   |
| 164a | 9    | The Empty Child         | 戰火孤雛       | 占士·夏維斯 | 史蒂芬·莫法特   | 2005年5月21日 | 1.9       | 7.11            | 84   |
| 164b | 10   | The Doctor Dances       | 博士之舞       | 占士·夏維斯 | 史蒂芬·莫法特   | 2005年5月28日 | 1.10      | 6.86            | 85   |
| 165  | 11   | Boom Town               | 核爆城市       | 祖·艾荷尼   | 拉塞爾·T·戴維斯 | 2005年6月4日  | 1.11      | 7.68            | 82   |
| 166a | 12   | Bad Wolf                | 玩串真人Show   | 祖·艾荷尼   | 拉塞爾·T·戴維斯 | 2005年6月11日 | 1.12      | 6.81            | 85   |
| 166b | 13   | The Parting of the Ways | 背水一戰       | 祖·艾荷尼   | 拉塞爾·T·戴維斯 | 2005年6月18日 | 1.13      | 6.91            | 89   |

## 製作

### 構思

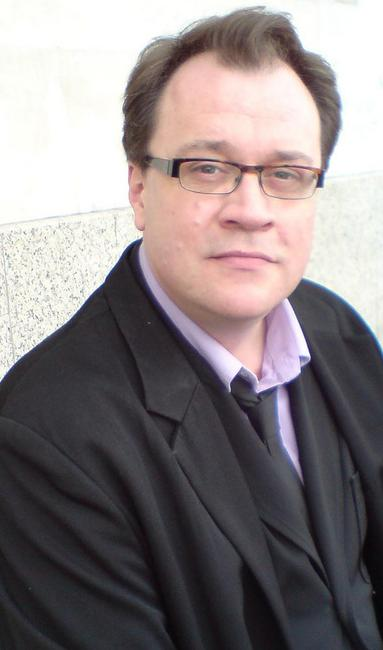
拉塞爾·T·戴維斯於1998年起積極爭取BBC製作新的《異世奇人》劇集。最終，他的提議得到通過，並成為劇集的執行製作人及總編劇。

拉塞爾·T·戴維斯是舊版《異世奇人》迷，自1998年至2002年間，他致力遊說BBC製作一部全新的《異世奇人》劇集。為了令劇集切合現代人的口味，戴維斯建議把每集由過去的25分鐘延長到50分鐘、把由第三任博士成立的組織UNIT保留，並將時間領主和Gallifrey等「多餘的枝節」精簡。同時，他還需要與丹·費文和麥克·費登的劇本進行競爭。
另一方面，BBC於2003年8月成功解決與環球影視和霍士廣播公司就《異世奇人》製作權的問題。這問題源於1996年播映的電視電影，因這部作品是由BBC和上述兩間公司共合製作的。解決了這個問題後，BBC得以在星期六晚上這黃金時段播出《異世奇人》。同年11月，為紀念《異世奇人》出品40週年，BBC在其官方網頁上載名為《沙拉克的恐懼》的動畫集。同時，BBC還宣佈《異世奇人》將會以電視劇形式重現屏幕，但啟播日期未定。
為此，戴維斯義務地寫了一份劇集概要的草稿。在這份15頁的草稿中，他指博士是「你最要好的朋友，一個你永遠也需要的人」，而泰勒則則是博士「最好的拍檔」。同時，TARDIS、超音起子、戴立克和時間領主等均會回歸。戴維斯在2003年12月的首個創作會議中提交這份草稿。最終，BBC接納戴維斯的草稿，並得以擔任試播集的編劇。與此同時，BBC還決定系列1將會有13集，以及批出製作經費。
2004年上半年，劇集正式製作搬上工作日程，拉塞爾·T·戴維斯、祖利亞·加德納和馬利·楊格被任命為執行製作人，保羅·康奈爾出任監製。導演共有四人，包括伊雲·羅蘭茲、基思·保克、祖·艾荷尼、拜恩·格蘭特以及占士·夏維斯。同時，戴維斯還被委任為總編劇。

### 劇本創作
戴維斯被任命為系列1的執行製作人及總編劇，本系列中的其中八部劇本是他所寫的。史蒂芬·莫法特編寫了兩部劇本，馬克·加蒂斯、羅伯特·謝爾曼和保羅·康奈爾各寫了一部劇本 。事實上，戴維斯還邀請好友保羅·艾伯特和《哈利波特》的作者J·K·羅琳撰寫劇本，但二人均由於有工作在身而拒絕了戴維斯的好意 。在確立系列1的編劇名單後，戴維斯表明他不會找來舊版《異世奇人》的編劇加入劇組，而他唯一想到的人—羅拔·霍姆斯已於1986年去世 。
艾爾文·羅蘭茲與海倫·雷娜被起用為劇本編輯，這是《異世奇人》自1963年首播以來首次由女性擔當此職。儘管如此，但相比舊版的《異世奇人》，劇本編輯一職的重要性大為下降，蓋因審查劇本的工作已交由戴維斯負責。她們的職責已改為把製作團隊的成果交給戴維斯作「最後的潤飾」，因此二人更像是製作團體和編劇之間的聯絡員。雷娜坦言她們並非創作人﹕「你是他們的一員，卻不能作主導」。
此外，系列1的劇情發展比舊作更明快。在舊版的《異世奇人》中，每個故事均會分為4至6集，每集長25分鐘﹔而在系列1中的13集內有10個故事，當中只有3個故事分作兩集，其餘的都在片長45分鐘的一集內完成。另一方面，這個系列的故事線比舊版為之鬆散。雖然如此，戴維斯還是做了一些準備功夫，他在編寫系列1的故事線前就曾觀看美國奇妙電視的《魔法奇兵》和《超人前傳》。最終，他決定參照《魔法奇兵》的「頭號反派」為系列1的故事線。
儘管戴維斯試圖作出革新，系列1與舊版劇集還有一些共通之處，比如集與集之間都有點關連。同時，系列1的故事也一貫多元化的作風。比如〈借屍還魂〉是以野史為主題；〈羅斯〉、〈撞毀大笨鐘〉及〈第三次世界大戰〉則講述外星人入侵地球；〈戰火孤雛〉／〈博士之舞〉合集可分類為驚嚇片。

### 拍攝
《異世奇人》系列1的拍攝工作於2004年7月18日開鏡，〈羅斯〉是首部開拍的故事。考慮到成本問題，系列1的取景地點多在威爾斯東南部，並集中於卡迪夫一帶。每集大概在兩星期內完成拍攝。起初，拍攝過程遇上種種困難：〈羅斯〉、《撞毀大笨鐘》和〈第三次世界大戰〉的部份情節需要重新拍攝，全因連續鏡頭出現問題。其後，劇組又無法製作出與外星人斯里汀（Slitheen）有關的電腦成像。另外，戴立克原創者兼版權擁有人泰利·萊遜死前不再希望他筆下的角色再次出現，險令〈仇人碰面〉一集胎死腹中。但最終，上述的問題均被克服。戴維斯形容完成〈羅斯〉、〈撞毀大笨鐘〉和〈第三次世界大戰的〉拍攝工序是「打破了一道磚牆」，同時劇組也可鬆一口氣。系列1隨著〈背水一戰〉完成拍攝而煞科，日期是2005年3月23日。然而，替代基斯杜化·艾克斯頓扮演博士的大衛·田納特因工作問題未能如期參與拍攝。故此，他在同年4月21日方能完成補拍。

## 人物角色

### 主要角色

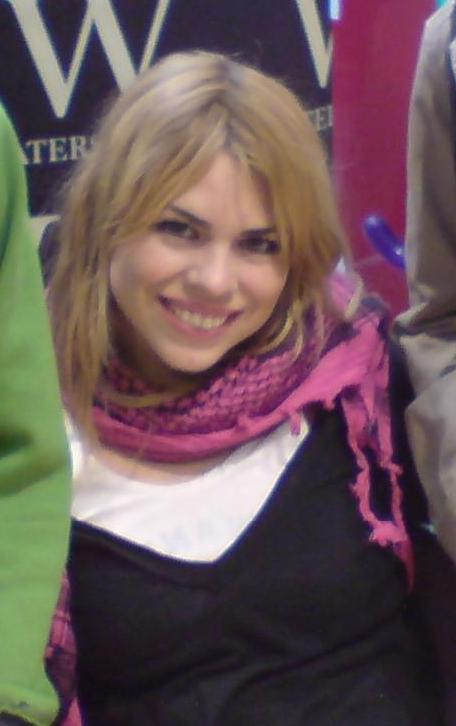
英國女星比莉·派佩被劇組選為博士身旁的首席女拍檔

在系列1確定開拍後，劇組就嘗試找出飾演博士的人選。最初，BBC宣佈在《沙拉克的恐懼》替博士配音的格蘭特將會成為第九任博士。但最後，格蘭特並沒有參演，取而代之的是基斯杜化·艾克斯頓。艾克斯頓當選第九任博士的消息是於2004年3月22日公佈。BBC的製作團隊指他是詮釋博士的第一人選，而進入候選三甲的另外兩人分別為比·乃爾和艾倫·戴維斯。同時，拉塞爾·T·戴維斯在《異世奇人雜誌》4月號確立在《沙拉克的恐懼》配音的格蘭特是「非官方的博士」，艾克斯頓才是真正的第九任博士。此外，他又指艾克斯頓曾通過電郵自薦扮演博士。
2005年3月20日，BBC確定艾克斯頓將不會參與《異世奇人》系列2的演出，因他不想再次出演同一角色。同年4月，電視台稱他們在未有咨詢艾克斯頓下就安排他繼續參演下個系列，並就此道歉。2010年，艾克斯頓在《約克晨報》的專訪中否認是因不想再次扮演博士而辭演，明言離開是工作環境不愉快所致。他說：「我覺得不舒服，如果我繼續演下去，對某些事視而不見，我認為這是錯的。我相信做回自己遠比取得成功更為重要，故此我選擇離開。更重要的是，我走了，這使一切重回正軌。我為此引以為傲」。但同時，他補充能夠飾演博士是值得榮幸的事情。
在尋找出演博士的適合人選同時，劇組還忙於尋覓博士身邊的首席女拍檔。早在2003年11月，戴維斯就透露那名女角「很有可能」會被名為羅斯·泰勒。在2004年3月，這消息得到確認。不久後，BBC宣佈女星比莉·派佩將會出任此角。身為《異世奇人》的支持者，派佩在同年5月24日答應參演。派佩得以參演的消息公佈後，傳媒聚焦在泰勒比舊版《異世奇人》的同伴更獨立和勇敢。在劇組未公佈派佩參演前，艾克斯頓曾笑言：「我要在尖叫聲旁奔跑」。然而，當消息流出後，他則稱泰勒沒有過住的同伴般的脆弱，又稱讚她和博士一樣的「勇敢、博學和聰明」，還救過博士一命。因此，他相信泰勒是個教博士控制情緒的「女英雄」。

### 配角
除了泰勒外，博士身旁還有兩個次要的同伴：安迪·米切爾和傑克·夏尼斯隊長。早在2003年，拉塞爾·T·戴維斯已構想出米切爾這角—一個不太可靠的伙伴。戴維斯表示：「我早已想把一個無用的同伴加入劇中」，而米切爾「正是這種人」。在劇中，當博士到米切爾帶回家後表示：「我只會帶最好的（同伴），而我已有了泰勒」。戴維斯續解釋，讓米切爾加入劇中是想說明不是人人也能成為博士的得力助手。至於扮演該角的是布魯諾·蘭里，他因在肥皂劇《加冕街》演托德·格林姆肖而得到戴維斯的認可 。
另一名配角傑克由約翰·巴洛曼詮釋，該角自〈戰火孤雛〉起成為劇中一員。在這一集，他為引起博士的注意把一個載有危險品、隨時爆炸的太空船帶到地球，因而令觀眾質疑他是否信得過的同伴。但隨著故事的發展，他已由一名膽小之輩變成英雄人物。戴維斯指傑克·夏尼斯隊長的名字是源於漫威漫畫的女巫阿加莎·哈克尼斯，又稱傑克一角是根據巴洛曼度身訂造的，更揚言「全英國就只有他能勝任」。巴洛曼憶述在與戴維斯和祖利亞·加德納面談時，二人要求他說出蘇格蘭口音、美國口音和英式口音。最後，戴維斯要求巴洛曼在演出時使用美國口音，因為「效果會更好」。
隨著艾克斯頓辭演，BBC於2005年4月16日對外宣告大衛·田納特將出任第十任博士。戴維斯稱他是看過田納特在《浪蕩公子》的演出後才作出這決定。田納特笑言起初他收到此消息後還以為是個玩笑，但後來消息得到確認後他隨即答應出演。

## 發行

### 宣傳
《異世奇人》系列1的標誌在2004年10月18日通過BBC的官方網頁發佈。首段的預告片則在同年12月2日的《BBC One冬季精選節目預告》中播出，並隨後上傳至其網頁 。另一方面，BBC還發動媒體攻勢：大量廣告牌和海報自2005年3月初呈現於英國各處、劇集的預告片在3月5日開始播出、電台自首集放映前兩星期至第二集播出前持續宣傳該劇。同時，BBC還替《異世奇人》建立內置遊戲和第九任博士資訊的官方網站。

### 影片外泄
在劇集首播前的三週，〈羅斯〉的一些粗剪片段遭到外泄，並被上傳至互聯網。這片段除引起了媒體和觀眾的關注外，更使公眾對劇集的興趣達到新高。BBC的發言人否認他們是刻意外泄影片，又指正進行調查。阿沙·貝利是一家廣告公司的創辦人，他聲稱BBC僱用其公司作病毒式營銷，故建議他們故意外泄影片，以收宣傳之效。BBC否認有關說法，但貝利堅持此說。後來，BBC發現追蹤到外泄源頭是一間擁有《異世奇人》系列1播映權的加拿大公司，泄漏片段的該名員工從而被解僱。

### 電視播映
《異世奇人》系列1的首集〈羅斯〉於2005年3月26日晚上7時在BBC One播出。BBC威爾斯製作一部共有13集的紀錄片《異世奇人幕後》。這節目在每集《異世奇人》播映完畢後隨即於BBC Three播出，以向觀眾介紹每集的製作過程和花絮。《異世奇人》系列1的最後一集〈背水一戰〉在2005年6月18日播放。原本，戴維斯打算把這集緊接〈玩串真人Show〉播放，但由於他太遲通知BBC有關的想法，故電視台未能及時作安排。
系列1在英國和加拿大上映後的一年才登陸美國。該國的收費電視頻道Syfy起初因時間問題未放棄播出該劇，但頻道後來改變主意。2006年3月17日，Syfy先後播放〈羅斯〉和〈世界末日〉兩集，隨後陸續餘下的9集。此後，Syfy又播出系列2。外務副主席湯馬士·維塔萊指《異世奇人》是「至為經典的科幻劇」，又對頻道能播出該劇感到興奮。

### 影碟發行
系列1的13集DVD共分為4部，首三集為第1部，2005年5月16日在第2區發售。第2部，即〈撞毀大笨鐘〉、〈第三次世界大戰〉和〈仇人碰面〉於6月13日上市。第3部包含〈第五帝國〉、〈父親節〉、〈戰火孤雛〉及〈博士之舞〉於8月1日上架。其餘的3集則放在第4部，於9月5日出售。
整個系列的DVD套裝在2005年11月21日上市，DVD區域碼同樣是第2區。除了原先的13集外，該套裝還包括一部製作特輯，介紹此劇的製作過程和花絮。第1區的DVD在2006年7月4日發行>。
| 系列 | 標題                                                | 劇數及長度  | 第2區發行日期                           | 第4區發行日期                                | 第1區發行日期                                                        |
| ---- | --------------------------------------------------- | ----------- | --------------------------------------- | -------------------------------------------- | -------------------------------------------------------------------- |
| 1    | 異世奇人：第一部 羅斯 世界末日 借屍還魂             | 3 × 45分鐘  | 2005年5月16日                           | 2005年6月17日                                | 2006年11月7日                                                        |
| 1    | 異世奇人：第二部 撞毀大笨鐘/第三次世界大戰 仇人碰面 | 3 × 45分鐘  | 2005年6月13日                           | 2005年8月3日                                 | 2006年11月7日                                                        |
| 1    | 異世奇人：第三部 第五帝國 父親節 戰火孤雛/博士之舞  | 4 × 45分鐘  | 2005年8月1日                            | 2005年8月31日                                | 2006年11月7日                                                        |
| 1    | 異世奇人：第四部 核爆城市 玩串真人Show/背水一戰     | 3 × 45分鐘  | 2005年9月5日                            | 2005年10月6日                                | 2006年11月7日                                                        |
| 1    | 異世奇人：系列1完全版                               | 13 × 45分鐘 | 2005年11月21日 2013年11月4日 (藍光光碟) | 2005年12月8日 (DVD) 2013年12月4日 (藍光光碟) | 2006年2月14日 (加拿大), 2006年7月4日 (美國) 2013年11月5日 (藍光光碟) |

## 反響

### 收視及欣賞指數

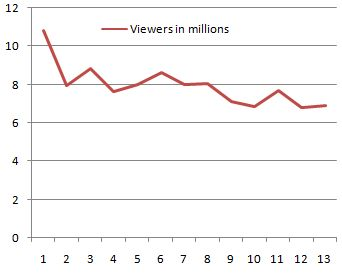
《異世奇人》系列1的收視走勢

《羅斯》是整個系列中收看人數最多的一集。在該集播出後的一日，收視報告指英國當晚共有990萬人觀看此集，最高收視達1050萬，收視率介於43.2%至44.3%。最終的報告在結算錄影記錄下，指該集的收看人數是1080萬人，是BBC One當天的收視季軍及全國第七。至於收看人數最低一集為〈玩串真人Show〉，數目是681萬人。除了取得高收視外，系列1的劇集還在欣賞指數方面得到高分，冠絕所有非肥皂劇。當中，只有〈世界末日〉一集取得79分，其餘的12集均在80分之上。〈背水一戰〉更獲得89分，是系列1中得分最高的。在收視和欣賞指數方面的報捷使得BBC決定讓《異世奇人》製作聖誕特輯〈聖誕入侵〉和系列2。

### 專業評價
2004年4月，米高·格雷德重返BBC擔任理事會主席。格雷德曾在1984年至86年出任BBC One總監一職，後來因不滿舊版《異世奇人》播映而離職年半之多。在2002年的一次訪問中，他更明言對科幻劇沒有好感。然而，當他在2005年6月看畢《異世奇人》系列1後，他在寫給BBC理事長馬克·湯馬臣的電郵中讚揚此劇，又云﹕「我從沒想過會寫這電郵的」。第七任博士的扮演者西爾維斯特·麥考伊對艾克斯頓和派佩的演出表示讚揚，並對系列1的節奏感到滿意，但他不喜歡TARDIS的新設計。
《悉尼晨鋒報》的羅比·奧利華稱戴維斯成功的令《異世奇人》由一部深受成年人喜歡的作品擴展到兒童層面，又指劇集「在科幻市場中有競爭力」。此外， 奧利華認為老一輩的觀眾會發現艾克斯頓是「繼湯姆·貝克後最棒的時間領主」。對於《羅斯》這集，報章《舞台》的哈利·威寧誇讚此作是「非常好、具想想力、有趣又帶點驚嚇的」，又認為泰勒比起舊作的女同伴出色。不過，威寧也直言艾克斯頓是劇集「最令人失望之處」，蓋因他看起來令人不舒服。《Digital Spy》的霍根指〈背水一戰〉這集是反高潮的，但總的來說整個系列又令人難以遺忘，特別是〈戰火孤雛〉／〈博士之舞〉合集。同時，他又大讚艾克斯頓的演出。布魯堡在《Now Playing》雜誌給這系列A-的分數，全因其多元化的內容。
網站《DVD Talk》的約翰·辛納特在5星為滿分下給了這系列4星半，寫道﹕「系列具吸引力而又刺激，故成功吸納新觀眾」。與此同時，他又讚揚劇集明節的節奏和包括博士在內的新設計使人耳目一新。可是，他覺得戴維斯所寫的劇本「有點瑕疵」，比如泰勒深愛其母積奇和男友米基·史密夫卻又捨下他們，與博士一同探險是不合情理的。在2011年，《衛報》的史提芬·基利重評系列1，稱劇中的博士雖有不少缺憾，但他依然很棒"。此外，基利又指全賴艾克斯頓的參與令這劇成為「暫時為止最好、最有名的科幻劇」。
儘管《異世奇人》系列1獲得眾多的好評，但不是所有人也滿意此作。比如部份的劇迷就對新設計的標誌和TARDIS表示不滿。為此，他們向劇組成員發恐嚇郵件以至死亡威脅。另外，〈借屍還魂〉一集也遭到一些家長投訴，指這集對小童來說是「過於恐怖」。然而，BBC不同意此說法，反指《異世奇人》的觀看對象從不包括小童在內。

### 獎項及榮譽
《異世奇人》系列1在2006年贏得英國學術電視獎的最佳季度劇集獎及由觀眾投票的先鋒獎（最受歡迎劇集獎）﹔戴維斯則問鼎最佳編劇獎。同年，劇集於次一級的威爾斯學術電視獎頒獎禮中一舉奪得5個獎項，當中包括最佳劇集、最佳導演、最佳化妝、最佳服裝以及最佳攝影獎。此外，系列1的數集：〈仇人碰面〉、〈父親節〉及〈玩串真人Show〉／〈背水一戰〉合集均入選雨果獎最佳戲劇呈現（短片）獎。雨果獎的頒獎禮於2006年8月27日在洛杉磯舉行，〈玩串真人Show〉/〈背水一戰〉合集最終勝出，〈仇人碰面〉和〈父親節〉分別排名第二和第三。同時，系列1獲皇家電視學會提名為最佳季度劇集，但最終不敵BBC Three的醫療劇《軀體》。系列1又被英國的廣播記者協會獎獲名為最佳劇集，艾克斯頓為最佳男主角、派佩為最佳女主角，但都未能得獎。不過，派佩在隨後舉行的南岸節日獎憑泰勒一角獲得冒起英國演員突破獎。
劇集還得到公眾的喜愛。在2005年，《異世奇人》系列1取得國家電視獎的最受歡迎劇集獎，艾克斯頓和派佩分別得最受歡迎男主角和女主角獎。〈博士之舞〉問鼎BBC頒發的黃金電視時刻金獎。同時，網民通過BBC.co.uk票選出《異世奇人》為最佳劇集，艾克斯頓以59.42%當選為最佳男主角，派佩以59.76%的得票率成為最佳女主角。此外，她還取得最合意明星獎，得票率是26.47%﹔《異世奇人》的官方網頁以71.17%高票贏得最佳網頁獎。在〈仇人碰面〉一集回歸成為網民心目中的最愛時刻，這外星生物又以46.40%加冕最佳逆角獎。

## 資料來源
1. ↑  拉塞爾·T·戴維斯, 基思·保克, 菲爾·哥連臣. . . 第1季. 第1集. 2005-03-26. BBC.
2. ↑  拉塞爾·T·戴維斯, 伊雲·羅蘭茲, 菲爾·哥連臣. . . 第1季. 第2集. 2005-04-02. BBC.
3. ↑  拉塞爾·T·戴維斯, 伊雲·羅蘭茲, 菲爾·哥連臣. . . 第1季. 第3集. 2005-04-09. BBC.
4. ↑  拉塞爾·T·戴維斯, 基思·保克, 祖利亞·加德納. . . 第1季. 第4集. 2005-04-16. BBC.
5. ↑  拉塞爾·T·戴維斯, 祖·艾荷尼, 祖利亞·加德納. . . 第1季. 第5集. 2005-04-23. BBC.
6. 1 2  拉塞爾·T·戴維斯, 基思·保克, 祖利亞·加德納. . . 第1季. 第6集. 2005-04-30. BBC.
7. 1 2  拉塞爾·T·戴維斯, 拜恩·格蘭特, 菲爾·哥連臣. . . 第1季. 第7集. 2005-05-07. BBC.
8. ↑  拉塞爾·T·戴維斯, 拜恩·格蘭特, 菲爾·哥連臣. . . 第1季. 第8集. 2005-05-14. BBC.
9. ↑  史蒂芬·莫法特, 占士·夏維斯, 拉塞爾·T·戴維斯. . . 第1季. 第9集. 2005-05-21. BBC.
10. ↑  史蒂芬·莫法特, 占士·夏維斯, 拉塞爾·T·戴維斯. . . 第1季. 第10集. 2005-05-28. BBC.
11. ↑  拉塞爾·T·戴維斯, 祖·阿亨, 菲爾·歌連臣. . . 第1季. 第12集. 2005-06-11. BBC.
12. ↑  拉塞爾·T·戴維斯, 祖·阿亨, 菲爾·歌連臣. . . 第1季. 第13集. 2005-06-18. BBC.
13. 1 2  . Doctor Who News.   [2019-06-18]. （原始内容存档于2019-09-11） （英国英语）.
14. 1 2  Aldridge and Murray pp.182–183
15. ↑  Aldridge and Murray pp.183-185
16. ↑   (新闻稿). BBC. 2003-09-26  [2-7-2008]. （原始内容存档于2006-12-25）.
17. 1 2 3 4  Aldridge and Murray pp. 187-189
18. 1 2 3  Aldridge and Murray p.190
19. 1 2 3 4  Aldridge and Murray p.189
20. 1 2  . Panini UK (reprinted on the website of David Darlington, with permission). 1-2-2007  [3-1-2011]. []
21. 1 2  Aldridge and Murray p.208
22. ↑  . Doctor Who Magazine: Series One Companion (11 - Special Edition). 2005-08-31: 31.
23. ↑  . BBC.   [7-1-2011]. （原始内容存档于2011-05-02）.
24. ↑  . CBBC Newsround. 1-4-2005  [2013-11-24]. （原始内容存档于2013-12-03）.
25. 1 2  Aldridge and Murray pp. 192-193
26. 1 2  . Doctor Who Magazine: Series One Companion (11 - Special Edition). 2005-08-31: 93.
27. ↑  McCracken, Edd. . The Sunday Herald. 9-11-2003  [15-4-012]. （原始内容存档于2014-06-10）.  – HighBeam
28. 1 2  . BBC News. BBC. 2004-03-22  [3-4-2012]. （原始内容存档于2004-04-02）.
29. 1 2 3  . BBC News. 8-3-2005  [2010-12-30]. （原始内容存档于2010-06-01）.
30. ↑  . BBC News. BBC. 4 April 2005  [25 June 2012]. （原始内容存档于2017-08-05）.
31. 1 2  . Yorkshire Evening Post. 2010-06-15  [2012-04-30]. （原始内容存档于2013-11-05）. – HighBeam
32. ↑  . BBC News. 2010-06-15  [2-1-2011]. （原始内容存档于2020-11-09）.
33. ↑  Davies, Russell T. . Doctor Who Magazine. 11-2003, (337): 6. I want the Doctor, at least one companion, whose name is probably Rose Tyler.
34. 1 2  . BBC News. 2004-05-24  [3-1-2011]. （原始内容存档于2009-06-01）.
35. ↑  . BBC News. 2004-05-28  [2010-12-30]. （原始内容存档于2006-11-17）.
36. ↑  . BBC News. BBC. 2-4-2004  [3-5-2012]. （原始内容存档于2004-04-11）.
37. ↑  . Newsround. BBC. 2005-03-24  [2012-05-22]. （原始内容存档于2013-12-03）.
38. ↑  Gibson, Owen. . The Guardian. 10-3-2005  [2012-03-18]. （原始内容存档于2012-10-10）.
39. 1 2  Russell, Gary. . BBC Books. 2006: 164. ISBN 978-0-563-48649-7.
40. ↑  Russell, Gary. . BBC Books. 2006: 164. ISBN 978-0-563-48649-7.
41. ↑  . BBC News. 2005-05-20  [11-1-2011]. （原始内容存档于2008-01-29）.
42. ↑  Davies, Russell T; Tennant, David; Barrowman, John; Agyeman, Freema; Head, Antony. . . 第3系列. 第40集. 2007-06-16. BBC Three.
43. ↑  Barrowman, John. .  與Jonathan Ross的访谈. 2006-10-21.  BBC Radio 2.
44. ↑  Hall, Locksley. . AfterElton.com. 4-5-2006  [11-1-2011]. （原始内容存档于2011-04-29）.
45. ↑  Wilkes, Neil. . Digital Spy. 2009-07-26  [11-1-2011]. （原始内容存档于2012-06-04）.
46. ↑   (新闻稿). BBC. 2005-04-16  [2-7-2008]. （原始内容存档于2008-12-06）.
47. ↑  Aldridge and Murray pp.196-197
48. ↑  . BBC. 2004-10-18  [2012-03-31]. （原始内容存档于2006-02-22）.
49. ↑  . BBC. 2-12-2004  [2012-03-31]. （原始内容存档于2006-06-19）.
50. 1 2 3  KJB. . IGN. 1-3-2005  [2-1-2011]. （原始内容存档于2007-02-28）.
51. 1 2  . Wired. 2005-03-16  [2010-12-30]. （原始内容存档于2010-09-13）.
52. ↑  . BBC News. 8-3-2005  [2010-12-30]. （原始内容存档于2012-11-03）.
53. ↑  . contactmusic.com. 2005-03-24  [2011-01-01]. （原始内容存档于2009-02-05）.
54. ↑  Nazzaro, Joe. . Sci Fi Wire. 2006-03-14  [6-1-2011]. （原始内容存档于2007-11-14）.
55. ↑  McGrath, Charles. . The New York Times. 2006-03-17  [2010-12-30]. （原始内容存档于2015-04-02）.
56. ↑  . BBC Shop.   [2011-12-19]. （原始内容存档于2011-08-02）.
57. ↑  . BBC Shop.   [2011-12-19]. （原始内容存档于2011-08-02）.
58. ↑  . BBC Shop.   [2011-12-19]. （原始内容存档于2011-08-02）.
59. ↑  . BBC Shop.   [2011-12-19]. （原始内容存档于2011-08-03）.
60. ↑  . BBC Shop.   [2011-12-19]. （原始内容存档于2011-08-02）.
61. ↑  . Amazon.com.   [2011-07-19]. （原始内容存档于2021-03-03）.
62. ↑  . BBC News. 2005-03-27  [2006-01-16]. （原始内容存档于2012-10-20）.
63. ↑  . Broadcasters' Audience Research Board. 2008-07-16  [2010-12-30]. （原始内容存档于2008-07-12）.
64. ↑  Russell, p. 139
65. ↑  Wright, Mark. . The Stage. 1-11-2007  [30-21-2009]. （原始内容存档于2008-04-09）.
66. ↑  . BBC News. 2005-03-30  [2011-01-01]. （原始内容存档于2014-08-26）.
67. ↑  . Newsround. BBC. 2013-05-29  [2015-02-24]. （原始内容存档于2014-12-31）.
68. ↑  Dean, Jason. . The Guardian. 2005-06-22  [2011-01-01]. （原始内容存档于2007-07-05）.
69. ↑  . BBC. 6-4-2005  [2011-12-19]. （原始内容存档于2011-02-06）.
70. 1 2  Oliver, Robin. . The Sydney Morning Herald. 2005-05-21  [2012-03-31]. （原始内容存档于2013-09-21）.
71. 1 2  Venning, Harry. . The Stage. 2005-04-04  [2012-03-31]. （原始内容存档于2012-08-19）.
72. 1 2  Hogan, Dek. . Digital Spy. 2005-06-19  [2013-03-26]. （原始内容存档于2013-12-14）.
73. ↑  Blumburg, Arnold T. . Now Playing. 2006-06-16  [2006-06-16]. （原始内容存档于2006-06-23）.
74. 1 2 3  Sinnott, John. . DVD Talk. 2006-06-24  [2013-03-26]. （原始内容存档于2012-06-28）.
75. 1 2  Kelly, Stephen. . The Guardian. 2011-07-21  [19-12-21011]. （原始内容存档于2013-07-18）.
76. ↑  . Contactmusic.com. 2-12-2004  [2010-12-30]. （原始内容存档于2019-02-19）.
77. 1 2  Plunkett, John. . The Guardian. 2005-04-14  [2011-12-19]. （原始内容存档于2010-04-06）.
78. ↑  . Newsround. BBC. 7-5-2006  [2015-02-26]. （原始内容存档于2014-11-25）.
79. ↑  . Newsround. BBC. 2006-04-24  [2015-02-26]. （原始内容存档于2007-07-08）.
80. ↑  . Locus Online. 2006-08-26  [2006-08-27]. （原始内容存档于2006-09-03）.
81. ↑  . BBC News. 2006-12-15  [2010-12-29]. （原始内容存档于2007-02-16）.
82. ↑  . Broadcasting Press Guild. 2006-03-31  [2010-12-29]. （原始内容存档于2011-07-22）.
83. ↑  . BBC. 2006-01-30  [2012-03-31]. （原始内容存档于2006-02-08）.
84. ↑  . BBC News. 2006-10-31  [2006-10-31]. （原始内容存档于2007-01-06）.
85. ↑  . BBC. 12-2005  [2010-12-29]. （原始内容存档于2011-10-14）.
86. ↑  . BBC. 12-2005  [2010-12-29]. （原始内容存档于2009-04-20）.
87. ↑  . BBC. 12-2005  [2010-12-29]. （原始内容存档于2010-11-09）.
88. ↑  . BBC. 12-2005  [2010-12-29]. （原始内容存档于2009-04-20）.
89. ↑  . BBC. 12-2005  [2010-12-29]. （原始内容存档于2009-04-20）.
90. ↑  . BBC. 12-2005  [2010-12-29]. （原始内容存档于2009-04-20）.